# Seattle SuperSonics 1984-1985
La stagione 1984-85 dei Seattle SuperSonics fu la 18ª nella NBA per la franchigia.
I Seattle SuperSonics arrivarono quarti nella Pacific Division della Western Conference con un record di 31-51, non qualificandosi per i play-off.

## Roster
| N° | Naz.                   | Ruolo | Sportivo         | Anno | Alt. | Peso |
| -- | ---------------------- | ----- | ---------------- | ---- | ---- | ---- |
| 4  | Stati Uniti (bandiera) | GA    | Al Wood          | 1958 | 198  | 88   |
| 14 | Stati Uniti (bandiera) | G     | Ricky Sobers     | 1953 | 191  | 90   |
| 15 | Stati Uniti (bandiera) | G     | Gerald Henderson | 1956 | 188  | 79   |
| 20 | Stati Uniti (bandiera) | G     | Jon Sundvold     | 1961 | 188  | 77   |
| 21 | Stati Uniti (bandiera) | GA    | Scooter McCray   | 1960 | 206  | 98   |
| 22 | Stati Uniti (bandiera) | G     | Danny Young      | 1962 | 191  | 79   |
| 23 | Stati Uniti (bandiera) | A     | Danny Vranes     | 1958 | 201  | 95   |
| 24 | Stati Uniti (bandiera) | AC    | Tom Chambers     | 1959 | 208  | 100  |
| 30 | Stati Uniti (bandiera) | G     | Cory Blackwell   | 1963 | 198  | 95   |
| 34 | Stati Uniti (bandiera) | AC    | Frank Brickowski | 1959 | 206  | 109  |
| 35 | Stati Uniti (bandiera) | G     | John Schweitz    | 1960 | 198  | 95   |
| 40 | Stati Uniti (bandiera) | C     | Tim McCormick    | 1962 | 211  | 109  |
| 43 | Stati Uniti (bandiera) | AC    | Jack Sikma       | 1955 | 211  | 104  |
| 51 | Stati Uniti (bandiera) | A     | Reggie King      | 1957 | 198  | 102  |
| 53 | Stati Uniti (bandiera) | AC    | Joe Cooper       | 1957 | 208  | 104  |

## Staff tecnico
- Allenatore: Lenny Wilkens
- Vice-allenatori: Dave Harshman, Dick Helm